# Заслуженный артист Республики Марий Эл
Заслуженный артист Республики Марий Эл (луговомар. Марий Эл Республикын сулло артистше) — государственная награда, почётное звание Республики Марий Эл.

## История
Учреждено Указом Президиума Верховного Совета Марийской АССР от 27 августа 1939 года.

## Основания награждения
Установлено для высокопрофессиональных артистов, режиссёров, балетмейстеров, дирижёров, хормейстеров, музыкальных исполнителей, создавших высокохудожественные образы, спектакли, кинофильмы, телеспектакли, телефильмы, концертные, эстрадные программы, музыкальные, телевизионные и радиопроизведения, которые получили большое общественное признание, и работающих в области искусства 15 и более лет, а также артистов балета, классического и народного танца, солистов духового оркестра, работающих в области искусства 5 и более лет.
Присваивается Главой Республики Марий Эл (ранее Президиумом Верховного Совета Марийской АССР) с вручением удостоверения и нагрудного знака. По состоянию на 1 июля 2008 года звания удостоены 260 человек.

## Список обладателей почётного звания

### Заслуженные артисты Марийской АССР
- - Якаев Иван Тарасович (1939)[1]
  - Правдин-Эвестов Михаил Флегонтович (1941)[2]
  - Смирнова Прасковья Алексеевна (1941)[3]
  - Тихонова Анастасия Тихоновна (1941)[4]
  - Россыгин Илья Иванович (1943)[5]
  - Смирнова Вера Евгеньевна (1944)[3]
  - Тойдемар Павел Степанович (1944)
  - Григорьев Тимофей Григорьевич (1945)[6]
  - Скрябин Леонид Васильевич (1949)[7]
  - Страусова Анастасия Гавриловна (1949)[8]
  - Мыльникова Маргарита Александровна (1951)[9]
  - Кузнецова-Дружинина Надежда Прокопьевна (1952)[10]
  - Михайлова Мария Михайловна (1952)[11]
  - Шарский Андрей Никитич (1952)[12]
  - Привалихина Вера Николаевна (1954)[13]
  - Гончарова Имма Львовна (1955)[14]
  - Кузьминых Степан Иванович (1955)
  - Пушкин Георгий Максимович (1956)[15]
  - Бурлаков Виктор Дмитриевич (1960)
  - Коршунов Константин Максимович (1960)[16]
  - Матвеев Иван Сергеевич (1960)[17]
  - Романова Майя Тимофеевна (1960)[18]
  - Трошин Владимир Константинович[19]
  - Попова Нина Евсеевна (1964)[20]
  - Колчин Борис Фёдорович (1965)[21]
  - Репьёв Пётр Пантелеевич (1968)[22]
  - Руссина Римма Арсентьевна (1969)[23]
  - Венедиктов Арсений Андреевич (1970)[24]
  - Жирецкая Людмила Павловна (1970)[25]
  - Ковалёва Лидия Фёдоровна (1970)[26]
  - Константинова Нинель Александровна (1970)
  - Никитин Иван Семёнович (1972)[27]
  - Александрова Алла Яковлевна (1973)[28]
  - Бирицкая Зинаида Михайловна (1974)[29]
  - Ковалёва Надежда Тихоновна (1974)[26]
  - Ободзинский Валерий Владимирович (1973)
  - Шрубченко Вячеслав Семёнович (1975)[30]
  - Шурыгин Анатолий Алексеевич (1975)[31]
  - Копцев Геннадий Романович (1977)[32]
  - Регеж-Горохов Василий Михайлович (1977)
  - Илларионова Галина Александровна (1979)[33]
  - Рязанцев Юрий Иванович (1979)[34]
  - Шведова Нина Васильевна (1979)[35]
  - Асмаев Вячеслав Михайлович (1980)[36]
  - Коновалова Елизавета Ивановна (1980)[37]
  - Шапкин Виталий Владимирович (1980)
  - Сушкина Светлана Сергеевна (1981)[38]
  - Аверченко Михаил Константинович (1982)[39]
  - Комлева Ольга Петровна (1985)[40]
  - Берникова Зоя Васильевна (1987)
  - Носырева-Исаева Раиса Кузьминична (1987)[41]
  - Драконов Василий Иванович (1988)[42]
  - Корольков Геннадий Анатольевич (1988)
  - Егоров Иван Ильич (1988)[43]
  - Никитин Владимир Илларионович (1988)[44]
  - Снеговской Станислав Павлович (1988)
  - Большаков Николай Филиппович (1989)[45]
  - Кулёв Фридрих Григорьевич (1990)
  - Перепелица Тамара Алексеевна (1991)[46]

### Заслуженные артисты Республики Марий Эл
- - Голованова Нина Ильинична (1992)[47]
  - Ковалёва Галина Владимировна (1992)
  - Репьёв Дмитрий Петрович (1993)[48]
  - Медикова Маргарита Егоровна (1995)[49]
  - Харитонова Ольга Федотовна (1995)[50]
  - Кизин Михаил Михайлович (1997)
  - Мосунов Михаил Юрьевич (1998)[51]
  - Швед Александр Спиридонович (1998)[52]
  - Гришин Виктор Семёнович (1999)[53]
  - Мусинский Альберт Эдуардович (1999)[9]
  - Павлов Василий Николаевич (2000)[54]
  - Синьковский Юрий Александрович (2000)
  - Ефремова Ирина Петровна (2002)[55]
  - Макарова Нина Альбертовна (2002)[56]
  - Сулейманова Наиля Ряхимжановна (2002)
  - Денисова Татьяна Яковлевна (2003)
  - Печенников Сергей Аркадьевич (2003)
  - Итальева Полина Ивановна (2004)[источник не указан 1129 дней]
  - Розов Евгений Анатольевич (2004)[57]
  - Строганова Светлана Васильевна (2006)
  - Лисицына Эльвира Семёновна (2009)[58]
  - Максимова Мария Николаевна (2013)[59]
  - Москаленко Евгения Борисовна (2013)[60]
  - Ваенга Елена Владимировна (2017)
  - Байбаева Екатерина Николаевна (2018)[61]
  - Константинов Виктор Петрович (1992)